# 룩셈부르크의 마천루 목록
다음 목록은 높이순 룩셈부르크의 마천루 목록이다. 2024년 기준 룩셈부르크의 최고층 건물은 유럽 연합 사법재판소 타워 3동이며, 높이는 118m이다. 100m 이상의 마천루는 총 3개이다.

## 목록
| 순위 | 이름                          | 높이          | 층수 | 완공 | 도시       |
| ---- | ----------------------------- | ------------- | ---- | ---- | ---------- |
| 1    | 유럽 연합 사법재판소 타워 III | 118m (387ft)  | 31   | 2019 | 룩셈부르크 |
| 2    | 유럽 연합 사법재판소 타워 II  | 107m (351ft)  | 24   | 2008 | 룩셈부르크 |
| 2    | 유럽 연합 사법재판소 타워 I   | 107m (351ft)  | 24   | 2008 | 룩셈부르크 |
| 3    | 인피니티 리빙                 | 92m (302ft)   | 27   | 2020 | 룩셈부르크 |
| 4    | 센터 드 컨퍼런스              | 84.5m (277ft) | 23   | 1960 | 룩셈부르크 |
| 5    | 힐튼 룩셈부르크               | 74m (242ft)   | 20   | 1984 | 룩셈부르크 |
| 6    | 라 포르테 타워 II             | 68m (223ft)   | 18   | 2004 | 룩셈부르크 |
| 6    | 라 포르테 타워 I              | 68m (223ft)   | 18   | 2004 | 룩셈부르크 |
| 7    | 딜로이트 타워                 | 60m (196ft)   | 17   | 2019 | 룩셈부르크 |
| 7    | KAD 빌딩                      | 60m (196ft)   | 18   | 2018 | 룩셈부르크 |
| 5    | 인피니티 워킹                 | 39m (128ft)   | 9    | 2019 | 룩셈부르크 |
| 6    | 룩셈부르크 대학교 지식의 집   | 불명          | 불명 | 2015 | 룩셈부르크 |

## 같이 보기
- 룩셈부르크의 구조물 목록
- 독일의 마천루 목록
- 프랑스의 마천루 목록